# Marianka
Marianka este o comună slovacă, aflată în districtul Malacky din regiunea Bratislava. Localitatea se află la altitudinea de 230 m deasupra n.m., se întinde pe o suprafață de 3,22 km2 și în 2017 număra 2.054 de locuitori.

## Istoric
Localitatea este atestată documentar din 1367 sub numele Vallis Mariana, printr-un document în care regele Ludovic I al Ungariei a permis călugărilor paulini să construiască o mănăstire dedicată Maicii Domnului.
În prezent localitatea se află pe Via Mariae.

## Demografie
| An:                | 1994 | 2004    | 2014    | 2024    |
| ------------------ | ---- | ------- | ------- | ------- |
| Număr de persoane: | 927  | 1037    | 1714    | 2341    |
| Diferență:         |      | +11,86% | +65,28% | +36,58% |

| An:                | 2023 | 2024   |
| ------------------ | ---- | ------ |
| Număr de persoane: | 2332 | 2341   |
| Diferență:         |      | +0,38% |